# Протока Бель-Айл

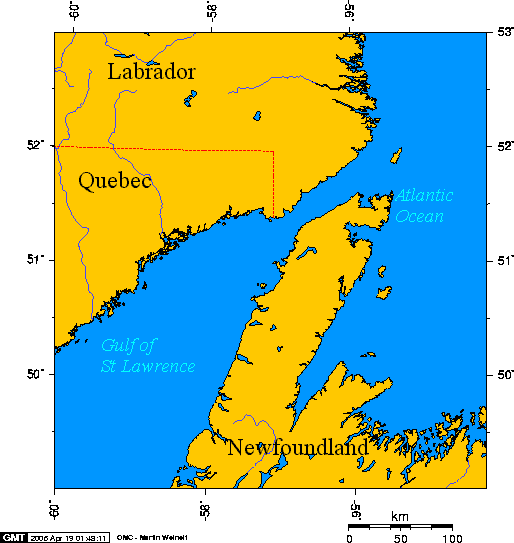
Протока Бел-Айленд

Протока Бел-Айл  (англ. Strait of Belle Isle, фр. détroit de Belle Isle) — протока, розташована у східній частині Канади. Довжина 125 км, ширина 15—60 км, середня 18 км.
Бел-Айл є частиною Затоки Святого Лаврентія між берегом острова Ньюфаундленд і берегом півострова Лабрадор.
| Канада | Це незавершена стаття з географії Канади. Ви можете допомогти проєкту, виправивши або дописавши її. |